# 中谷家住宅 (石川県能登町)
中谷家住宅（なかたにけじゅうたく）は、石川県鳳珠郡能登町に所在する古民家。主屋などが国の重要文化財に指定されている。

## 概要
当家は寛文年間（1661～72）に能登奥郡小代官城四郎兵衛の四男倉蔵松なる者が養子に入ってから隆盛し、天領庄屋を務め、黒川村139石余のうち89石余を有する豪農であった。主屋は1721年  (享保6年) 建築。他、離座敷、奉公人部屋、土蔵、湯殿兼便所などを配置する。
2024年1月に発災した 能登半島地震で当家屋は甚大な被害を受けた。倒壊は免れたものの、復旧の目途は立っていない。

## 文化財
以下が2022年 (令和4年) 9月20日、重要文化財に指定された。なお、1986年 (昭和61年) 時点で石川県から文化財に指定されていた。

### 主屋
- 1721年築。木造、桁行23.8m、 梁間13.7m、切妻造、一部二階建、北面・西面・南面・東面南端下屋、北西隅湯殿・上便所及び南西隅便所附属、桟茅葺き。正面に濠を構えて石垣を築き、背面には屋敷林で防御した広大な敷地を構える。

### 離座敷
- 江戸時代末期築。木造、桁行3.6m、 梁間7.3m、切妻造、北面下屋付、東面渡廊下附属、桟茅葺き

### 正面門
- 江戸時代末期築。三間一戸、腕木門、通用口付、切妻造、桟瓦葺き

### 奉公人部屋
- 江戸時代末期築。桁行10.9m、梁間4.6m、二階建、切妻造、北面庇付、東面下屋、西面階段及び便所附属、桟瓦葺き

### 東塀
- 土塀、総延長27.5m

### 土蔵
- 明治時代築。塗蔵、道具蔵及び布団蔵からなる
  - 塗蔵　土蔵造、桁行9.2m、梁間5.5m、二階建、切妻造、北面下屋附属、桟瓦葺
  - 道具蔵　土蔵造、桁行5.4m、梁間5.5m、二階建、切妻造、北面下屋附属、桟瓦葺
  - 布団蔵　土蔵造、桁行5.4m、梁間5.5m、二階建、切妻造、北面下屋附属、桟瓦葺

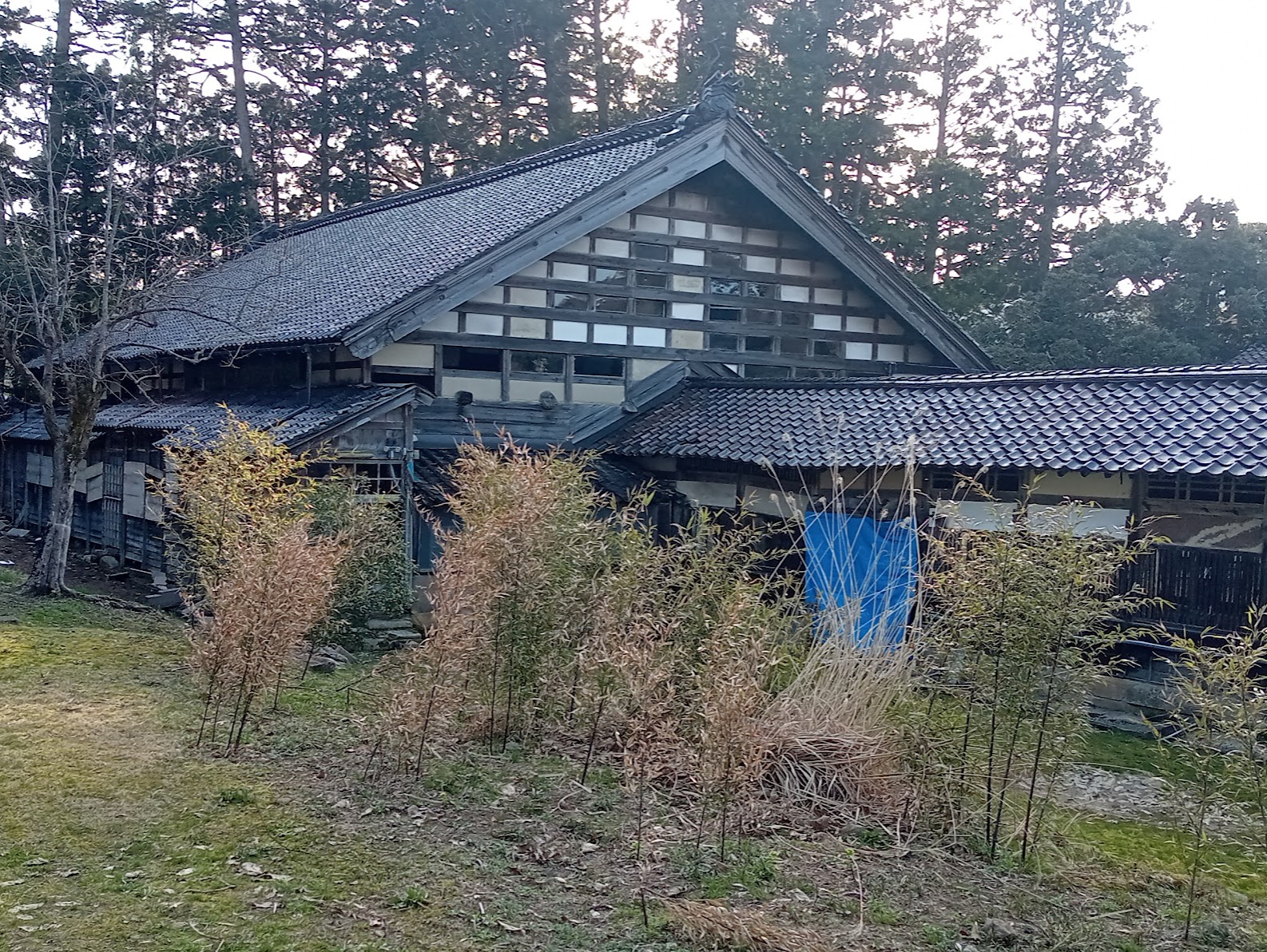
主屋
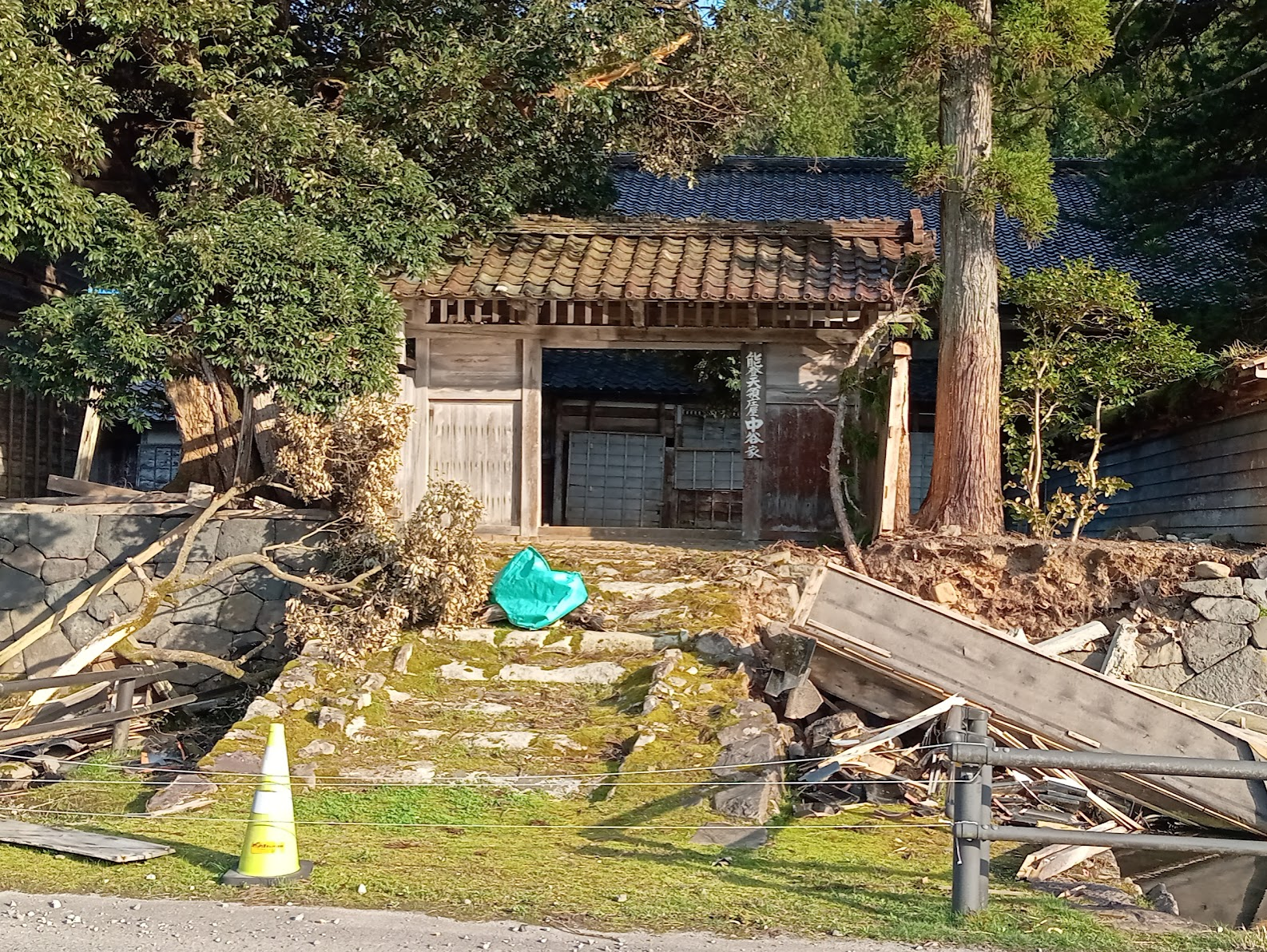
正面門 (被災後)
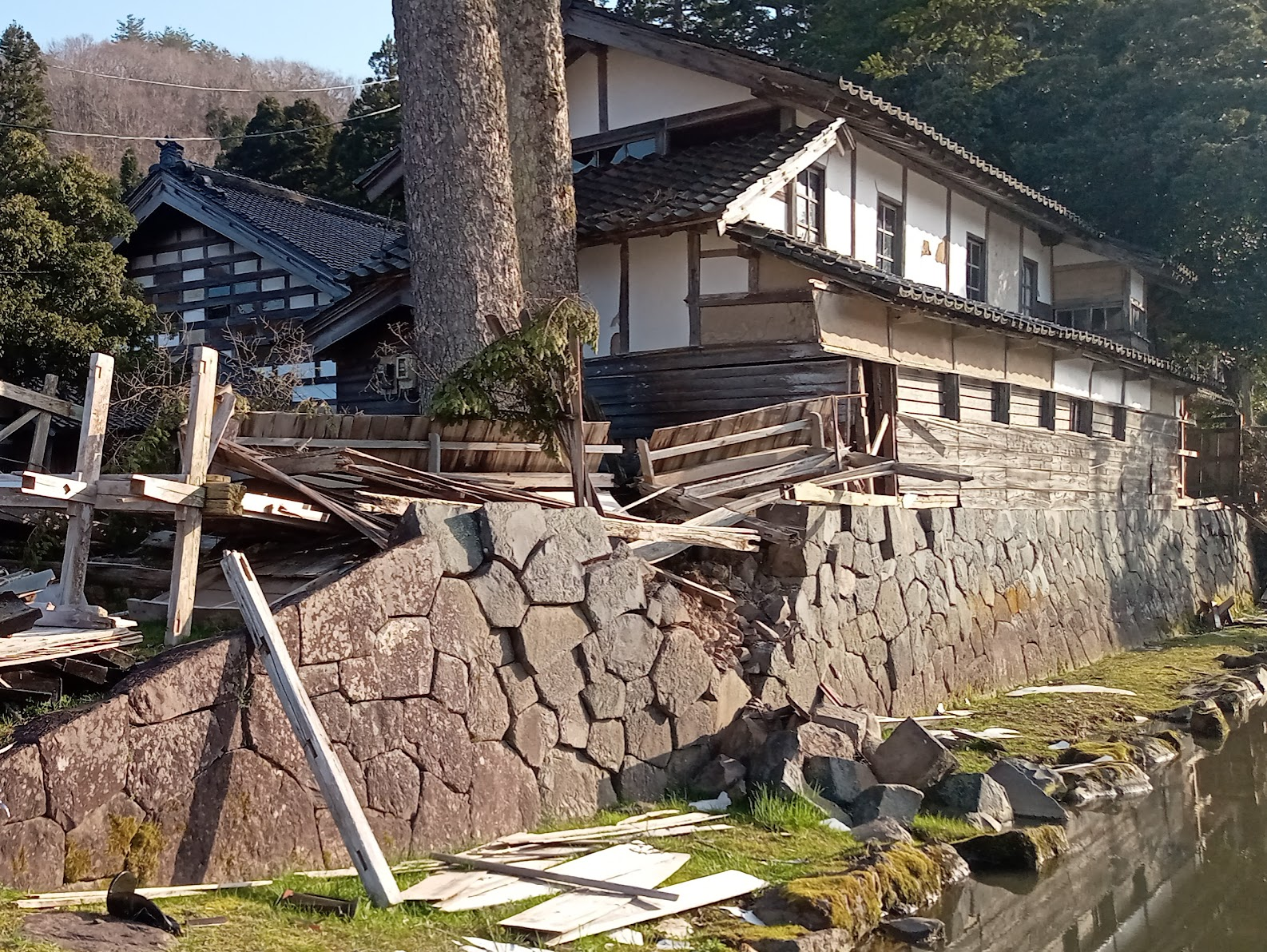
奉公人部屋および東塀 (被災後)
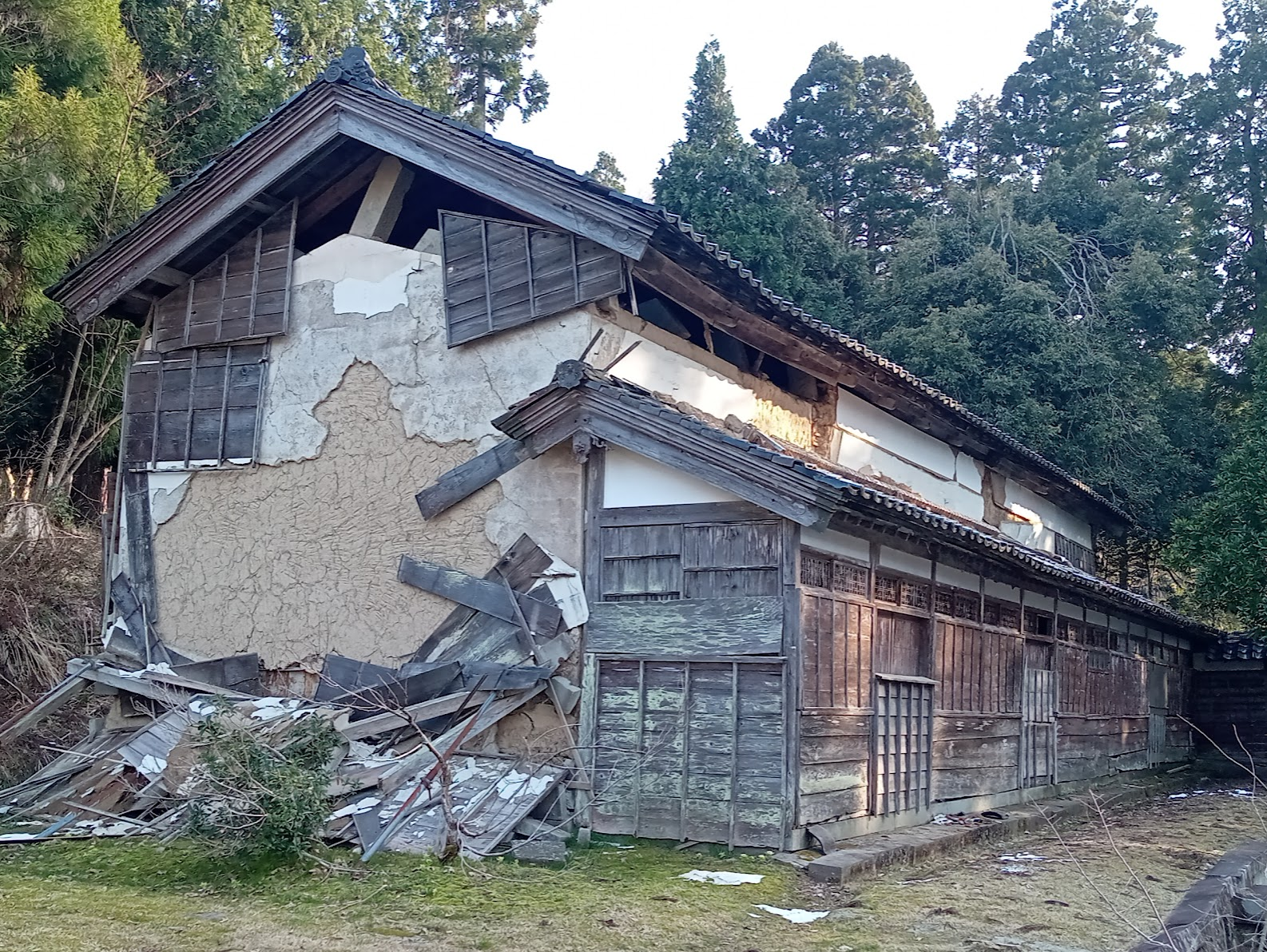
土蔵　(被災後)

## 現地情報

### 所在地
- 石川県鳳珠郡能登町字黒川28号130番地

### 交通アクセス
- 能登空港より車で15分